# Discografia di Morrissey
La discografia del cantante inglese Morrissey comprende undici album in studio, due album dal vivo, undici raccolte, 4 extended play (EP) e 50 singoli. I dischi sono pubblicati su diverse etichette discografiche: HMV, EMI, Parlophone, Rhino Records, Reprise, Polydor, RCA, Mercury Records, Sanctuary Records, Decca, BMG, Major Minor, Attack Records e Harvest Records.
I primi due singoli da solista, Suedehead e Everyday Is Like Sunday, pubblicati all'inizio del 1988, poco dopo la separazione dalla sua precedente band, gli Smiths, raggiunsero entrambi la Top 10 della Official Singles Chart, la classifica di vendite inglese. Un successo replicato anche con il suo album di debutto, Viva Hate, uscito nello stesso, che raggiunse il primo posto nella classifica degli album più venduti di quell'anno. Dal 1989 al 1997 ha pubblicato sette album ufficiali, sei in studio ed un live, prima di iniziare un periodo di silenzio discografico durato ben sette anni. Nel 2004 è tornato con un nuovo lavoro, You Are the Quarry, uscito per la Sanctuary/Attack Records e da allora, fino al 2023 ha pubblicato sette dischi, ultimo del quale nel 2020, intitolato I Am Not a Dog on a Chain.

## Album in studio
| 1988 | Viva Hate                            | 9  | HMV/EMI                  |
| 1991 | Kill Uncle                           | 8  | HMV/EMI                  |
| 1992 | Your Arsenal                         | 4  | HMV/EMI                  |
| 1994 | Vauxhall and I                       | 1  | Parlophone/EMI           |
| 1999 | Southpaw Grammar                     | 4  | RCA Records              |
| 1997 | Maladjusted                          | 8  | Island Records           |
| 2004 | You Are the Quarry                   | 2  | Sanctuary/Attack Records |
| 2006 | Ringleader of the Tormentors         | 1  | Sanctuary/Attack Records |
| 2009 | Years of Refusal                     | 11 | Decca                    |
| 2014 | World Peace Is None of Your Business | 2  | Harvest                  |
| 2017 | Low in High School                   | -  | BMG/Etienne Records      |
| 2019 | California Son                       | -  | BMG                      |
| 2020 | I Am Not a Dog on a Chain            | -  | BMG                      |

## Album dal vivo
| 1993 | Beethoven Was Deaf  | 13 | HMV/EMI                  |
| 2004 | Live at Earls Court | 8  | Sanctuary/Attack Records |

## Raccolte
| 1990 | Bona Drag                          | 9  | HMV/EMI               |
| 1995 | World of Morrissey                 | 15 | Parlophone/EMI        |
| 1997 | Suedehead: The Best of Morrissey   | 25 | EMI                   |
| 1998 | My Early Burglary Years            | -  | Reprise Records       |
| 2000 | The CD Singles '88-91'             | -  | EMI                   |
| 2000 | The CD Singles '91-95'             | -  | EMI                   |
| 2001 | ¡The Best of!                      | -  | Rhino Records/Reprise |
| 2008 | Greatest Hits                      | 5  | Decca Records         |
| 2009 | The HMV/Parlophone Singles '88-'95 | -  | EMI                   |
| 2009 | Swords                             | 55 | Polydor/Decca         |
| 2011 | The Very Best of Morrissey         | 80 | Major Minor           |
| 2018 | This Is Morrissey                  | -  | Regal/Parlophone/Sire |

| 2003 | Under the Influence     | - | DMCWorld |
| 2004 | Songs to Save Your Life | - | NME      |

## EP
| 1991 | At KROQ         | 5 | Sire/Reprise |
| 1992 | The Loop        | - | EMI          |
| 1994 | The Family Line | - | EMI          |
| 1998 | Rare Tracks     | - | Mercury      |
| 2004 | Sessions@AOL    | - | Sanctuary    |

## Singoli
| 1988 | Suedehead                                               | 5   | Viva Hate                            |
| 1988 | Everyday Is Like Sunday                                 | 9   | Viva Hate                            |
| 1989 | The Last of the Famous International Playboys           | 6   | Non-album single                     |
| 1989 | Interesting Drug                                        | 9   | Non-album single                     |
| 1989 | Ouija Board, Ouija Board                                | 18  | Non-album single                     |
| 1990 | November Spawned a Monster                              | 12  | Non-album single                     |
| 1990 | Piccadilly Palare                                       | 18  | Bona Drag                            |
| 1991 | Our Frank                                               | 26  | Kill Uncle                           |
| 1991 | Sing Your Life                                          | 33  | Kill Uncle                           |
| 1991 | Pregnant for the Last Time                              | 25  | Non-album single                     |
| 1991 | My Love Life                                            | 29  | Non-album single                     |
| 1992 | We Hate It When Our Friends Become Successful           | 17  | Your Arsenal                         |
| 1992 | You're the One for Me, Fatty                            | 19  | Your Arsenal                         |
| 1992 | Tomorrow                                                | -   | Your Arsenal                         |
| 1992 | Certain People I Know                                   | 35  | Your Arsenal                         |
| 1992 | Glamorous Glue                                          | 69  | Your Arsenal                         |
| 1994 | The More You Ignore Me, the Closer I Get                | 8   | Vauxhall and I                       |
| 1994 | Hold On to Your Friends                                 | 47  | Vauxhall and I                       |
| 1994 | Now My Heart Is Full                                    | -   | Vauxhall and I                       |
| 1994 | Interlude                                               | 25  | Non-album single                     |
| 1995 | Boxers                                                  | 23  | Non-album single                     |
| 1995 | Dagenham Dave                                           | 26  | Southpaw Grammar                     |
| 1995 | The Boy Racer                                           | 36  | Southpaw Grammar                     |
| 1995 | Sunny                                                   | 42  | Non-album single                     |
| 1997 | Alma Matters                                            | 16  | Maladjusted                          |
| 1997 | Roy's Keen                                              | 42  | Maladjusted                          |
| 1997 | Satan Rejected My Soul                                  | 39  | Maladjusted                          |
| 2004 | Irish Blood, English Heart                              | 3   | You Are the Quarry                   |
| 2004 | First of the Gang to Die                                | 6   | You Are the Quarry                   |
| 2004 | Let Me Kiss You                                         | 8   | You Are the Quarry                   |
| 2004 | I Have Forgiven Jesus                                   | 10  | You Are the Quarry                   |
| 2005 | Redondo Beach/There Is a Light That Never Goes Out      | 11  | Live at Earls Court                  |
| 2006 | You Have Killed Me                                      | 3   | Ringleader of the Tormentors         |
| 2006 | The Youngest Was the Most Loved                         | 14  | Ringleader of the Tormentors         |
| 2006 | In the Future When All's Well                           | 17  | Ringleader of the Tormentors         |
| 2006 | I Just Want to See the Boy Happy                        | 16  | Ringleader of the Tormentors         |
| 2008 | That's How People Grow Up                               | 17  | Years of Refusal                     |
| 2008 | All You Need Is Me                                      | 24  | Years of Refusal                     |
| 2009 | I'm Throwing My Arms Around Paris                       | 21  | Years of Refusal                     |
| 2009 | Something Is Squeezing My Skull                         | 46  | Years of Refusal                     |
| 2010 | Everyday Is Like Sunday (reissue)                       | 42  | Bona Drag (2010 remastered)          |
| 2011 | Glamorous Glue                                          | 69  | The Very Best of Morrissey           |
| 2012 | Suedehead (Mael mix)                                    | -   | Non-album single                     |
| 2013 | The Last of the Famous International Playboys (reissue) | -   | Non-album single                     |
| 2013 | Satellite of Love (live)                                | 124 | Non-album single                     |
| 2014 | World Peace Is None of Your Business                    | 83  | World Peace Is None of Your Business |
| 2014 | Istanbul                                                | -   | World Peace Is None of Your Business |
| 2014 | Earth Is the Loneliest Planet                           | -   | World Peace Is None of Your Business |
| 2014 | The Bullfighter Dies                                    | -   | World Peace Is None of Your Business |
| 2015 | Kiss Me a Lot                                           | -   | World Peace Is None of Your Business |
| 2017 | Spent the Day In Bed                                    | -   | Low in High School                   |
| 2017 | Jacky's Only Happy When She's Up on the Stage           | -   | Low in High School                   |
| 2018 | My Love, I'd Do Anything for You                        | -   | Low in High School                   |
| 2018 | All the Young People Must Fall in Love                  | -   | Low in High School                   |
| 2018 | Back on the Chain Gang                                  | -   | Low in High School                   |
| 2018 | Lover-to-Be                                             | -   | Low in High School                   |
| 2019 | Wedding Bell Blues                                      | -   | California Son                       |
| 2019 | It's Over                                               | -   | California Son                       |
| 2020 | Bobby, Don't You Think They Know? (con Thelma Houston)  | -   | I Am Not a Dog on a Chain            |
| 2020 | Love Is On Its Way Out                                  | -   | I Am Not a Dog on a Chain            |
| 2020 | Knockabout World                                        | -   | I Am Not a Dog on a Chain            |
| 2020 | Honey, You Know Where to Find Me                        | -   | Southpaw Grammar (2009 remastered)   |
| 2020 | Cosmic Dancer (con David Bowie)/That's Entertainment    | -   | Sing Your Life single                |
| 2022 | Rebels Without Applause                                 | -   | Bonfire of Teenagers                 |
| 2024 | Interlude (reissue)                                     | -   | Non-album single                     |

## Videografia
| 1988 | Suedehead                                     | Tim Broad       |
| 1988 | Everyday Is Like Sunday                       | Tim Broad       |
| 1988 | The Last of the Famous International Playboys | Tim Broad       |
| 1988 | Interesting Drug                              | Tim Broad       |
| 1988 | Ouija Board, Ouija Board                      | Tim Broad       |
| 1990 | November Spawned a Monster                    | Tim Broad       |
| 1991 | Our Frank                                     | John Maybury    |
| 1991 | Sing Your Life                                | Tim Broad       |
| 1991 | Pregnant for the Last Time                    | Tim Broad       |
| 1991 | My Love Life                                  | Tim Broad       |
| 1992 | We Hate It When Our Friends Become Successful | Tim Broad       |
| 1992 | You're the One for Me, Fatty                  | Tim Broad       |
| 1992 | Certain People I Know                         | George Tiffin   |
| 1992 | Tomorrow                                      | Zack Snyder     |
| 1992 | Glamorous Glue                                | George Tiffin   |
| 1994 | The More You Ignore Me, The Closer I Get      | Mark Romanek    |
| 1995 | Boxers                                        | James O'Brien   |
| 1995 | Dagenham Dave                                 | James O'Brien   |
| 1995 | The Boy Racer                                 | James O'Brien   |
| 1995 | Sunny                                         | James O'Brien   |
| 1997 | Alma Matters                                  | Matthew Rolston |
| 2004 | Irish Blood, English Heart                    | AV Club         |
| 2004 | First of the Gang to Die                      | AV Club         |
| 2004 | I Have Forgiven Jesus                         | AV Club         |
| 2005 | There Is a Light That Never Goes Out          | AV Club         |
| 2006 | You Have Killed Me                            | AV Club         |
| 2006 | The Youngest Was the Most Loved               | AV Club         |
| 2006 | In the Future When All's Well                 | AV Club         |
| 2008 | That's How People Grow Up                     | AV Club         |
| 2008 | All You Need Is Me                            | Patrick O'Dell  |
| 2009 | I'm Throwing My Arms Around Paris             | Travis Shinn    |
| 2014 | World Peace Is None of Your Business          | Natalie Johns   |
| 2014 | Istanbul                                      | Natalie Johns   |
| 2014 | Earth Is the Loneliest Planet                 | Natalie Johns   |
| 2014 | The Bullfighter Dies                          | Natalie Johns   |
| 2015 | Kiss Me a Lot                                 | Sam Esty Rayner |
| 2017 | Spent the Day in Bed                          | Sophie Muller   |
| 2017 | Jacky's Only Happy When She's Up on the Stage | Robert Hales    |
| 2018 | Back on the Chain Gang                        | Liam Lynch      |
| 2020 | Cosmic Dancer                                 | Tim Broad       |

| 1990 | Hulmerist                         | EMI        |
| 1992 | Live in Dallas                    | EMI        |
| 1992 | The Malady Lingers On             | EMI        |
| 1996 | Introducing Morrissey             | Warner     |
| 2000 | ¡Oye Esteban!                     | Warner     |
| 2002 | The Importance of Being Morrissey | Chrysalis  |
| 2005 | Who Put the M in Manchester?      | Sanctuary  |
| 2009 | Live at the Hollywood Bowl        | Eagle Rock |
| 2013 | 25Live                            | Eagle Rock |